# Donjon
För andra betydelser, se Donjon (olika betydelser).

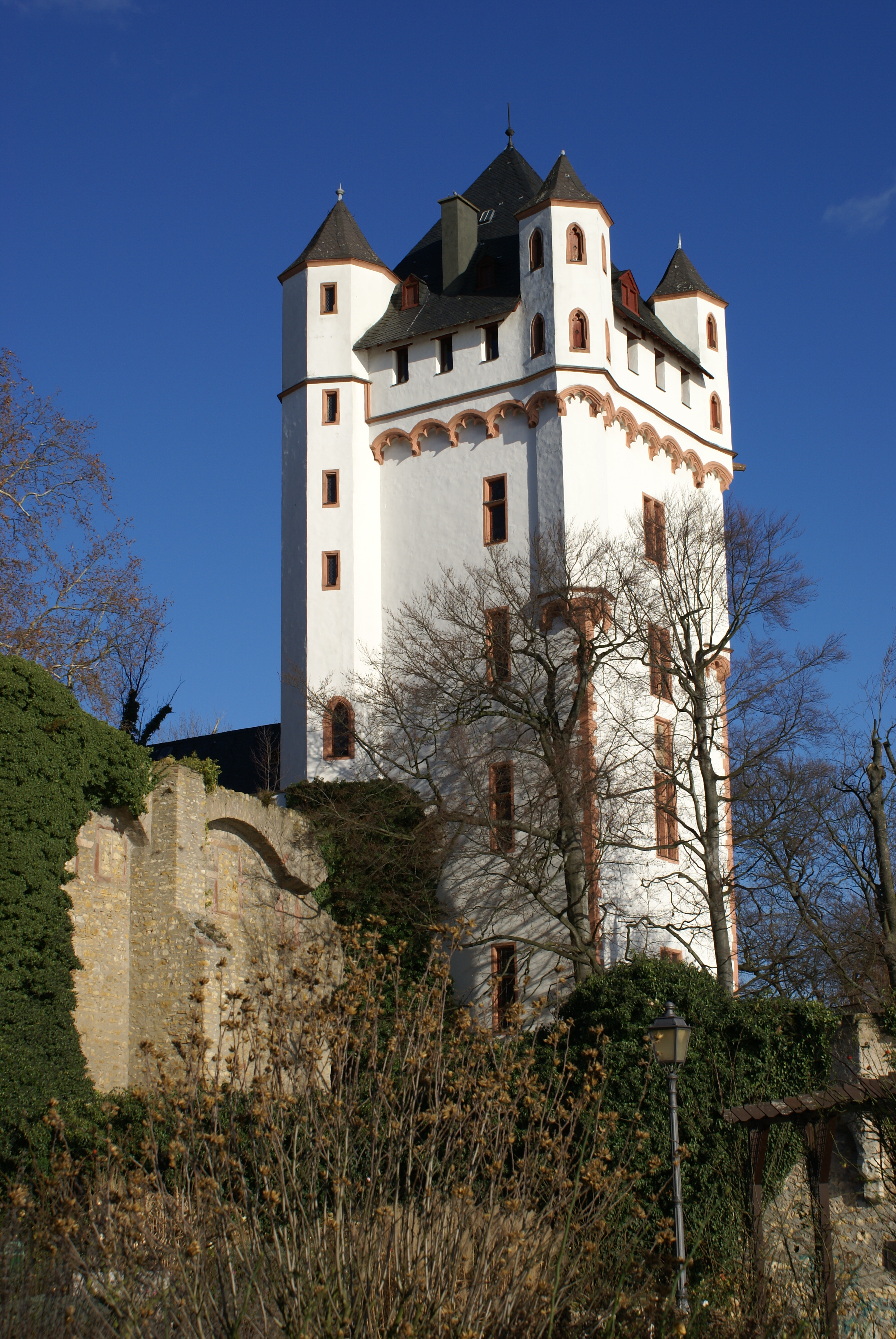
Torn inrett som bostad på slottet Eltville, Eltville am Rhein, Tyskland.

Donjon är ett begrepp som används inom befästningskonsten, med något olika betydelser.
- Ett medeltida fristående torn som fungerade både som försvar och bostad, även kallad kastal eller barfred, utan ytterligare ringmur.

- Den medeltida borgens kärntorn, det vill säga den innersta höga försvarsbyggnaden i en ringmursborg, som ofta även används som bostad.[1]

- I senare tiders befästningskonst en inne i fästning liggande logementsbyggnad, inrättad till försvar med kanoner, och gevärseld.[2] Kanonerna är placerade i kasematt, och byggnaden skall kunna tjäna som slutvärn för besättningen.[1] Europas längsta donjon av denna typ är det 678 meter långa slutvärnet i Karlsborgs fästning.

## Galleri

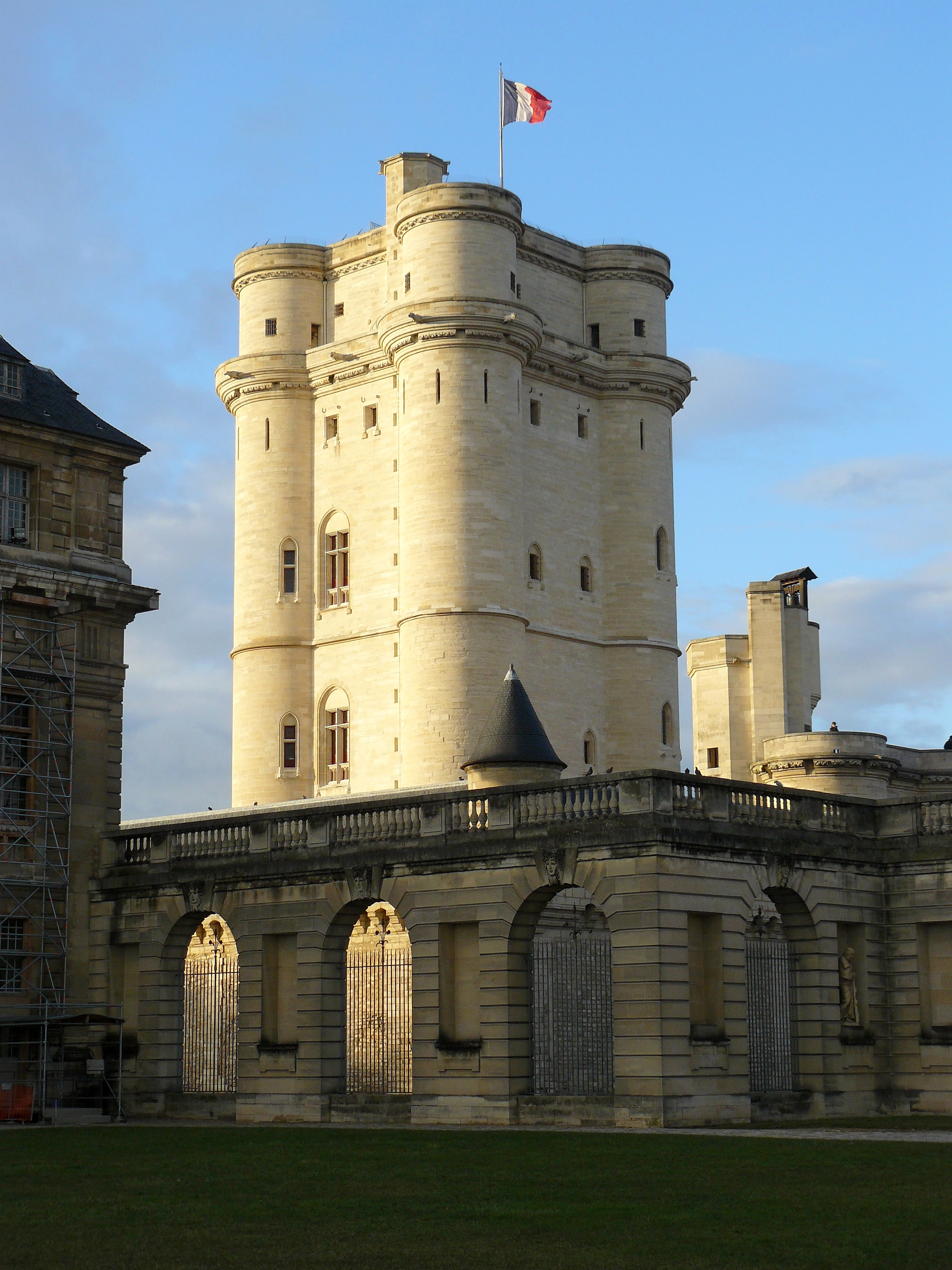
Donjonen i Vincennes, Frankrike.
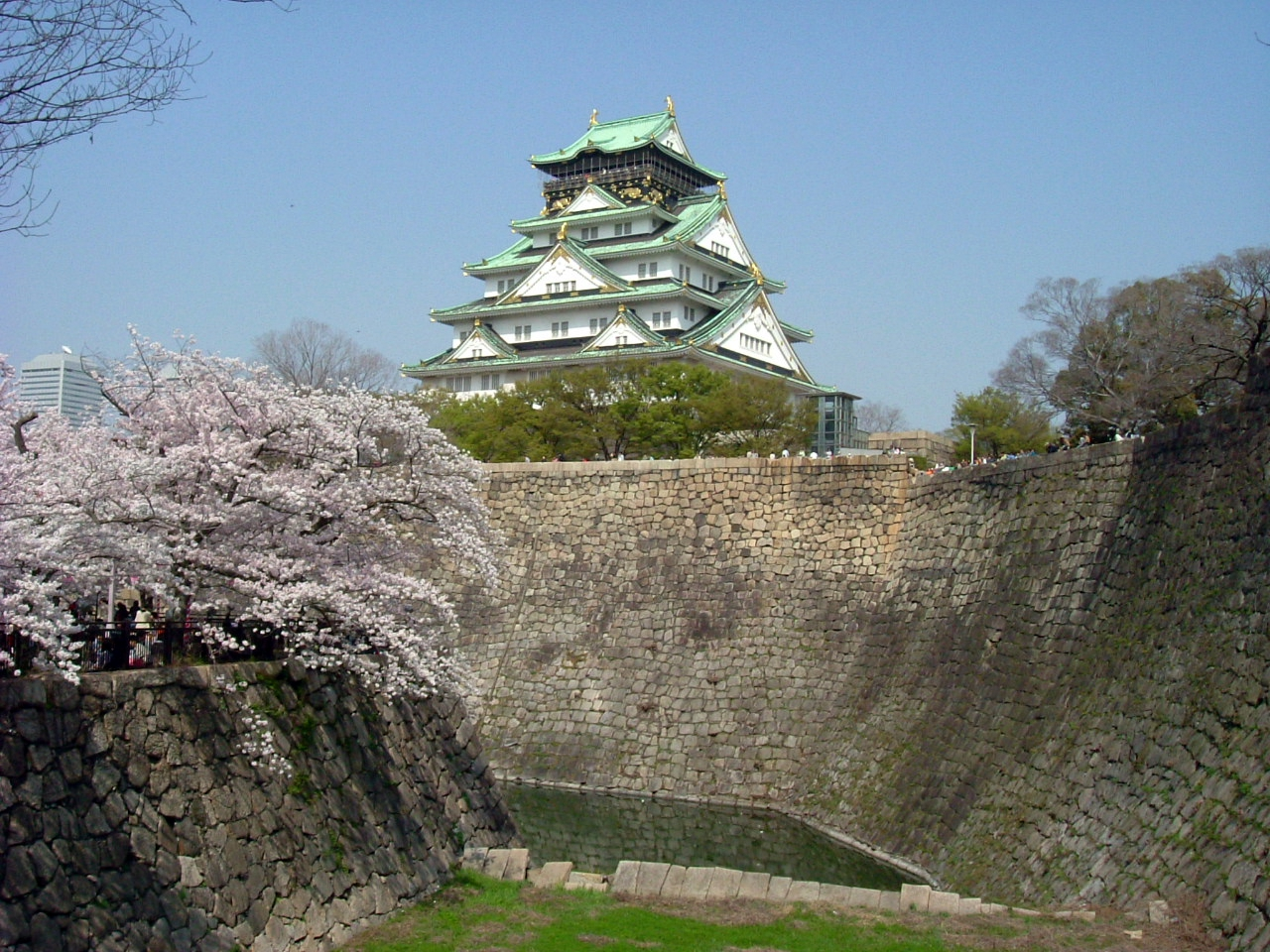
Slottet i Osaka, Japan, byggt som fristående torn.
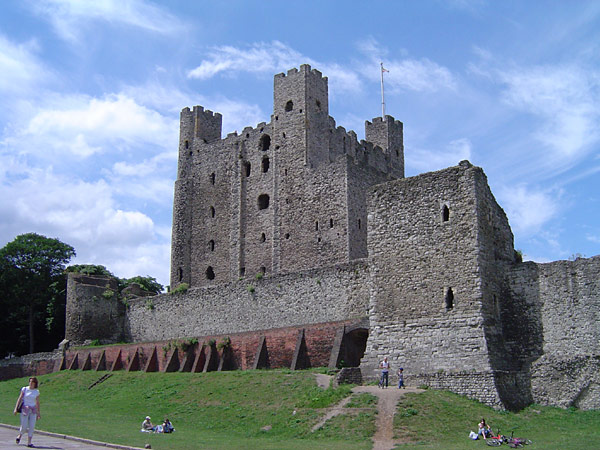
Donjon på det medeltida slottet Rochester Castle, England.
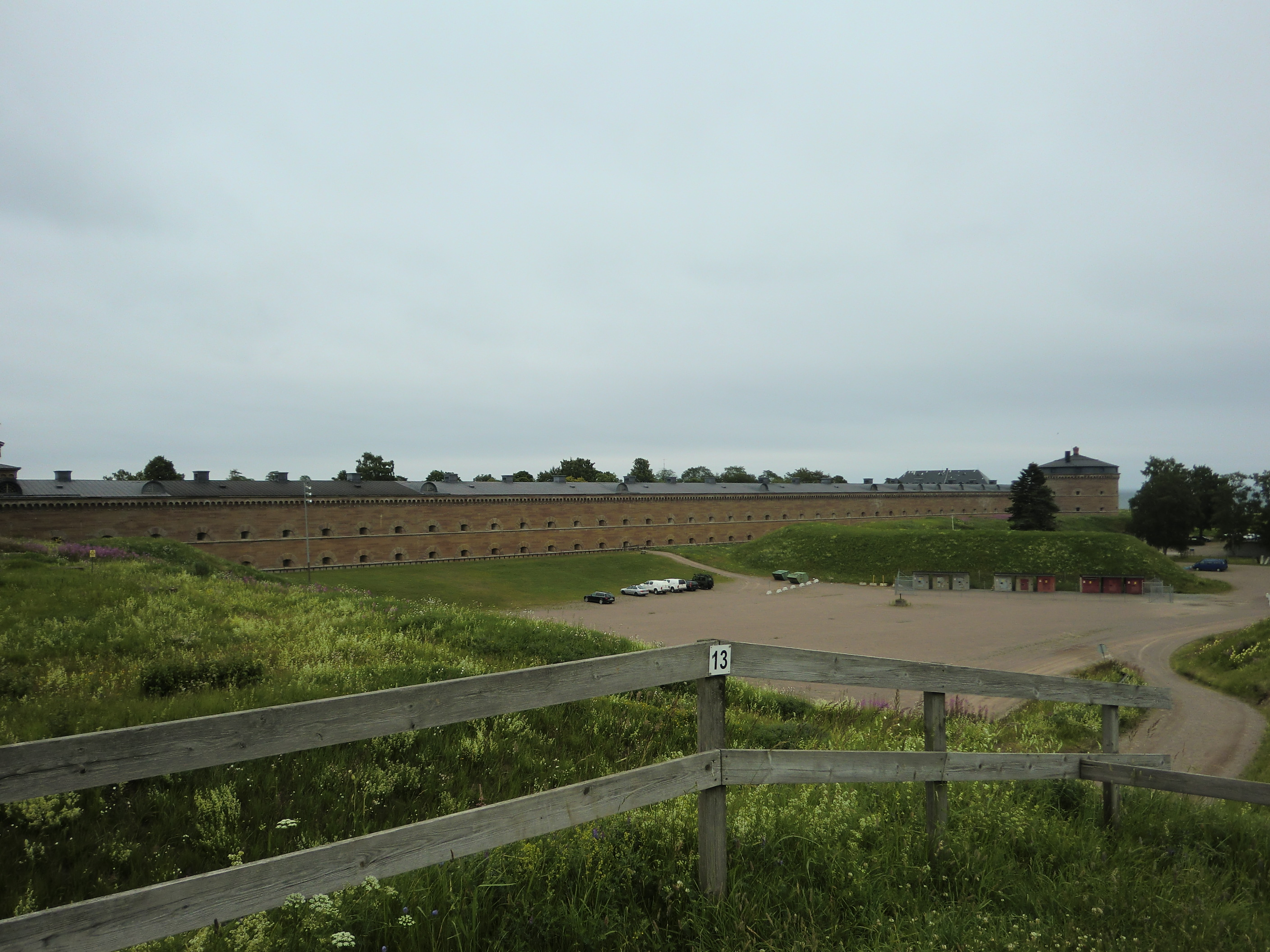
Del av slutvärnet på Karlsborgs fästning.